# Apogonia sextuberculata
Apogonia sextuberculata är en skalbaggsart som beskrevs av Kobayashi 2007. Apogonia sextuberculata ingår i släktet Apogonia och familjen Melolonthidae. Inga underarter finns listade i Catalogue of Life.